# Die ins Gras beißen
Die ins Gras beißen (Originaltitel: Hell Is for Heroes) ist ein US-amerikanischer Kriegsfilm des Regisseurs Don Siegel aus dem Jahr 1962. Die Uraufführung in der Bundesrepublik Deutschland fand am 21. Juni 1963 statt.

## Handlung
Während des Zweiten Weltkriegs steht die US Army im Herbst 1944 am Westwall in Lothringen. Die Soldaten der zweiten Gruppe des Zuges von Platoon Sergeant Pike hoffen, nach langem Fronteinsatz endlich einmal Urlaub zu bekommen. Zur Gruppe gehören der pflichtbewusste Sergeant Larkin, der Mechaniker und Improvisator Corporal Henshaw, der Organisierer Corby, der schlichte Cumberly, der heimatlose polnische DP Homer und der Familienvater Kolinsky. Neu zur Gruppe stößt der Elitesoldat Reese – ein finsterer Einzelgänger mit Alkoholproblem. Pike kennt ihn, er war mit ihm bereits in Nordafrika an der Front. Reese hatte einen Jeep gestohlen und damit im Suff einen Offizier überfahren, wofür er militärgerichtlich bestraft und degradiert wurde.
Statt in Urlaub werden die Männer wieder an die Front geschickt. Nachdem sie sich in einer alten Stellung eingerichtet haben, merken die Amerikaner sehr bald, dass sie auf sich allein gestellt und eigentlich zu schwach sind, um ihre Verteidigungsposition zu halten. Die erfahrenen US-Soldaten erwarten einen schweren Kampf mit dem deutschen Gegner. Bald setzt sporadisches Artilleriefeuer ein. Besonders vor einem Bunker mit Maschinengewehrstellung muss man auf der Hut sein. Irrtümlich verschlägt es einen Bürosoldaten, Driscoll, mit seinem Jeep an die Front. Larkin konfisziert das Fahrzeug und Henshaw frisiert dessen Auspuff, um den Deutschen Panzergeräusche vorzutäuschen. Driscoll soll Falschmeldungen über Funk abgeben. Die Amerikaner wissen, dass die Deutschen sie durch ein im Bunker verstecktes Mikrofon abhören.
Der Gruppe kann nach Einbruch der Dunkelheit im Nahkampf den Angriff eines deutschen Spähtrupps abwehren und macht Gefangene. Cumberly kommt bei dem kurzen Schusswechsel ums Leben. Reese hat allein drei Deutsche außer Gefecht gesetzt. Nun aufgeputscht, schlägt er vor, den Bunker auf der anderen Seite des Feldes mit einer geballten Ladung zu "knacken". Den Deutschen soll so der Eindruck vermittelt werden, dass die Amerikaner selbstbewusst und in voller Stärke angerückt seien. Larkin ist skeptisch über die Erfolgsaussichten des Vorhabens, verweist auf die Befehlslage und gerät in heftigen Streit mit dem rangniederen Draufgänger Reese. Kurz darauf wird Larkin jedoch von einer einschlagenden Granate getötet. Die nun von Reese auf eigene Faust initiierte Aktion gegen den deutschen Bunker scheitert: Henshaw fällt beim Heranrobben im Niemandsland durch eine Tretmine, Kolinsky wird bei der Flucht zurück zu den eigenen Linien schwer verwundet und stirbt. Captain Loomis stößt unmittelbar darauf mit Verstärkungskräften zu der bisher isolierten Truppe. Der Kompaniechef, der von vornherein Vorbehalte gegen Reese hatte, stellt den unbotmäßigen Soldaten wutentbrannt zur Rede und kündigt ihm ein Militärgerichtsverfahren an. Allerdings steht die US-Offensive unmittelbar bevor. Bei dem für den nächsten Morgen geplanten Großangriff auf das deutsche Stellungssystem soll Reese noch einmal Gelegenheit erhalten, sich zu bewähren.
Beim Angriff fallen viele Amerikaner. Schließlich dringt Reese durch das dichte feindliche Abwehrfeuer mit einer geballten Ladung bis zum Bunker vor. Er schleudert die Bombe in den Bunker und wird dann von einem Schuss in den Rücken getroffen. Die Bunkerbesatzung wirft die brennende Sprengladung wieder heraus, der tödlich verwundete Reese bemerkt das noch, packt mit letzten Kräften die Ladung und rollt sich mit ihr in Kamikazemanier in letzter Sekunde in die Schießscharte. Der nach der Detonation in Flammen stehende Bunker beleuchtet das Schlachtfeld.

## Hintergrund
Die Crewmitglieder des in Kalifornien gedrehten Films der Paramount litten sehr unter der zur Drehzeit herrschenden Hitzewelle. Um Zusammenbrüchen und Sonnenstichen vorzubeugen, wurden viele Szenen, die bei Tag spielen sollten, zu Nachtszenen umkonzipiert.
Das Budget des Films lag bei 2,5 Millionen US-Dollar. Das Studio war nicht willens, das Budget zu erhöhen, so dass die Produktion unter einigen Schwächen zu leiden hatte. Die Waffen, die für den Film benutzt wurden, waren häufig defekt.
Don Siegel wollte die Szene, in der ein gefälschtes Funkgespräch die Deutschen auf eine falsche Fährte locken sollte, zuerst nicht drehen. Die Studiobosse überstimmten ihn. Der populäre Bob Newhart, der Darsteller des Driscoll, war ein Komödiant, der in seinen Shows einseitige Telefongespräche durchspielte.
Die oscarprämierten Hal Pereira (Art-Director) und Sam Comer (Set-Decorator) waren für die Filmausstattung zuständig. Die Spezialeffekte stammten von Oscar-Preisträger John P. Fulton. Der militärische Berater des Films war Major William Harrigan jr.
Lee Harvey Oswald, der mutmaßliche Attentäter des US-Präsidenten John F. Kennedy, wurde kurz nach der Tat im Texas Theatre in Dallas verhaftet, als er sich diesen Film ansah.
In der achten Episode der siebten Staffel der amerikanischen Science-Fiction-Fernsehserie Star Trek: Deep Space Nine treten als Gast-Charaktere einige Personen mit Rollennamen aus diesem Film auf. So sind z. B. Reese und Larkin anzutreffen sowie ein Charakter namens Kellin. Ebenso werden die Namen Loomis und Parker für Personen benutzt, die aber nicht auftreten.

## Kritiken
Prisma schreibt: „Regie-Routinier und Action-Spezialist Don Siegel […] setzte diesen realistisch anmutenden Kriegsfilm mit dem klasse aufspielenden Steve McQueen in atmosphärisch dichten Schwarzweißbildern in Szene. McQueen beeindruckt hier als beinharter Psychopath, in dessen Leben kein Platz mehr für Freude und Humor ist.“